# Кортланд (Охајо)
Кортланд (енгл. Cortland) град је у америчкој савезној држави Охајо.

## Демографија
По попису из 2010. године број становника је 7.104, што је 274 (4,0%) становника више него 2000. године.
| Група             | 2000.         | 2010.         |
| Белци             | 6.634 (97,1%) | 6.844 (96,3%) |
| Афроамериканци    | 64 (0,9%)     | 85 (1,2%)     |
| Азијати           | 26 (0,4%)     | 37 (0,5%)     |
| Хиспаноамериканци | 51 (0,7%)     | 67 (0,9%)     |
| Укупно            | 6.830         | 7.104         |